# Бенин на Летњим олимпијским играма 2012.
Бенин је на Олимпијским играма у Лондону 2012. учествовао десети пут као самостална земља.
Боје Бенина на Олимпијским играма у Лондону 2012. бранило је 5 спортиста у 4 појединачна спорта, а у олимпијском тиму се налазило се 4 спортиста и 1 спортисткиња.
Заставу на церемонији отварања носио је џудиста Жакоб Њауи.

## Учесници по спортовима
| Спорт      | Мушкарци | Жене | Укупно |
| ---------- | -------- | ---- | ------ |
| Атлетика   | 1        | 1    | 2      |
| Бокс       | 1        | 0    | 1      |
| Пливање    | 1        | 0    | 1      |
| Џудо       | 1        | 0    | 1      |
| спортова 4 | 4        | 1    | 5      |

## Атлетика

### Мушкарци
| Атлетичар        | Дисциплина | Група        | Група            | Четвртфинале     | Четвртфинале     | Полуфинале       | Полуфинале       | Финале           | Финале           | Детаљи |
| Атлетичар        | Дисциплина | Резултат     | Место            | Резултат         | Место            | Резултат         | Место            | Резултат         | Место            | Детаљи |
| ---------------- | ---------- | ------------ | ---------------- | ---------------- | ---------------- | ---------------- | ---------------- | ---------------- | ---------------- | ------ |
| Mathieu Gnanligo | 400 метара | Није завршио | Није се пласирао | Није се пласирао | Није се пласирао | Није се пласирао | Није се пласирао | Није се пласирао | Није се пласирао |        |

### Жене
| Атлетичар       | Дисциплина         | Група    | Група     | Четвртфинале      | Четвртфинале      | Полуфинале        | Полуфинале        | Финале            | Финале | Детаљи |
| Атлетичар       | Дисциплина         | Резултат | Место     | Резултат          | Место             | Резултат          | Место             | Резултат          | Место  | Детаљи |
| --------------- | ------------------ | -------- | --------- | ----------------- | ----------------- | ----------------- | ----------------- | ----------------- | ------ | ------ |
| Одиле Ахуанвану | 100 метара препоне | 14,76 НР | 8 у гр. 6 | Није се пласирала | Није се пласирала | Није се пласирала | Није се пласирала | Није се пласирала | 45/46  |        |

## Бокс
| Спортиста  | Дисциплина      | Рунда 32               | 1/8 финала         | 1/4 финале         | Полуфинале         | Финале             | Финале           | Детаљи |
| Спортиста  | Дисциплина      | Противник Резултат     | Противник Резултат | Противник Резултат | Противник Резултат | Противник Резултат | Пласман          | Детаљи |
| ---------- | --------------- | ---------------------- | ------------------ | ------------------ | ------------------ | ------------------ | ---------------- | ------ |
| Шафик Читу | лака (до 60 кг) | Мејри (TUN) · ИЗГ 9:16 | Није се пласирао   | Није се пласирао   | Није се пласирао   | Није се пласирао   | Није се пласирао |        |

## Пливање
| Пливач           | Дисциплина         | Група | Група     | Полуфинале       | Полуфинале       | Финале           | Финале  | Детаљи |
| Пливач           | Дисциплина         | Време | Пласман   | Време            | Пласман          | Време            | Пласман | Детаљи |
| ---------------- | ------------------ | ----- | --------- | ---------------- | ---------------- | ---------------- | ------- | ------ |
| Вилфрид Тевоеџре | 50 метара слободно | 29,77 | 3 у гр. 1 | Није се пласирао | Није се пласирао | Није се пласирао | 58/58   |        |

## Џудо
| Џудиста    | Дисциплина | 1. коло                    | 1/8 финала         | 1/4 финала         | Полуфинале         | Финале             | Репесаж 1          | Репесаж 1/4 финале | Репесаж полуфинале | Борба за бронзу    | Поз.             | Детаљи |
| Џудиста    | Дисциплина | Противник Резултат         | Противник Резултат | Противник Резултат | Противник Резултат | Противник Резултат | Противник Резултат | Противник Резултат | Противник Резултат | Противник Резултат | Поз.             | Детаљи |
| ---------- | ---------- | -------------------------- | ------------------ | ------------------ | ------------------ | ------------------ | ------------------ | ------------------ | ------------------ | ------------------ | ---------------- | ------ |
| Жакоб Њауи | до 60 кг   | Пајшер (AUT) · ИЗГ 000-100 | Није се пласирао   | Није се пласирао   | Није се пласирао   | Није се пласирао   | Није се пласирао   | Није се пласирао   | Није се пласирао   | Није се пласирао   | Није се пласирао |        |